# Lärarassistent
Lärarassistent är ett yrke inom skolan som ger stöd till elever och avlastar lärarna i klassrummet. 
I Sverige infördes statsbidrag för lärarassistenter av Sveriges Riksdag i förordning 2019:551 . Beslutet föregicks av motioner i Riksdagen.

## Arbetsuppgifter för lärarassistenter
Den primära uppgiften för en lärarassistent är att avlasta läraren.  
I Sverige har Skolverket  gett exempel på uppgifter och roller som lärarassistenter kan utföra. Några av de viktigaste uppgifterna är att hantera konflikter, bygga relationer, ha omsorg under skoldagen, vara rastvärd och delta i pedagogiska måltider. Även kontakt och samarbete med vårdnadshavare och lärare ingår i arbetsuppgifterna. 

### I klassrummet
Lärarassistenten skall bidra till att skapa ro, trivsel och trygghet i och utanför klassrummet. Detta sker genom att guida eleverna till rätt plats, vara med och stötta eleverna i övningar och enskilt arbete eller grupparbete under lektionen. Som lärarassistent ingår det att hjälpa till att ställa i ordning och städa lektionssalar efter lektionens slut, ta fram och plocka bort undervisningsmaterial samt att kopiera och förbereda undervisningsmaterial. Lärarassistenten kan även göra enklare rättningar och dokumentera resultat samt fungera som läxhjälp. Vidare kan Lärarassistenten hjälpa elever som är i behov av extra stöd med anpassningar och att fungera som enskilt stöd till eleven med särskilt behov. 

### I lärarlaget
Inom lärarlaget är lärarassistenten delaktig i skolans och klassens planering. Vidare stöttar lärarassistenten läraren inför lektion och rapporterar närvaro och frånvaro till vårdnadshavare. 

### I skolan
Inom skolan kan en lärarassistent vara med och förbereda digital arbetsmiljö, till exempel inloggning och byte av lösenord och installation av appar. En av lärarassistentens roller är även att arbeta trygghetsskapande och agera som mentor för eleverna. Konflikthantering, frånvarohantering och att samordna studiebesök och schemabrytande aktiviteter är också en av lärarassistentens ansvar.

## Forskning
Brookings Educations forskning från North Carolina påpekar att lärarassistenter i statens grundskolor hade positiva effekter på elevernas provresultat i både läsning och matematik.
Inkluderande utbildningspolitik har lett till en global ökning av antalet lärarassistenter som arbetar i vanliga skolor och som har ett stort ansvar för att stödja barn med särskilda behov. Institutionen för pedagogik, naturvetenskap, teknik och matematik  och syftat till att Australiens modeller för att hjälpa elever med funktionsnedsättningar och inlärningssvårigheter i vanliga klasser är starkt beroende av lärarassistenter.

## Sverige

### Lärarassistent i Sverige
Enligt en rapport från Lärarnas Riksförbund publicerad 2016 får elever inte de undervisningstimmar de har rätt till.
Staffan Myrbäcks artikel som publicerades i Folkhögskolan 2019 webbaserad tidning, så har antalet utbildningar till lärarassistent på folkhögskolor mer än tredubblats på två år. 
Kommunalarbetaren presenterade 2021 en artikel där Skolverkets rapport visar att 4 500 personer hade yrket lärarassistent läsåret 2020/21.

### Utbildningar
I Sverige finns utbildningen till lärarassistent på Folkhögskolan och inom Yrkeshögskolan. Innehåll och längd på utbildningen kan skilja sig åt mellan olika utbildningsanordnare.

### Statistik

#### Antal lärarassistenter
Tabellen visar antal lärarassistenter med statsbidrag per läsår enligt Skolverkets statistisk 2022

#### Antal examinerade
Antal examinerade i Yrkeshögskolan enligt Sveriges officiella statistik  per år.
Där man kan se att majoriteten av de utbildade är kvinnor som motsvarar 84st mot männen som endast var 13st i stapeln för år 2019. Man ser samma mönster för utexaminerade år 2020 och 2021 där kvinnorna är 92st och männen endas 11st, samt  93 kvinnor och 15 män 2021.
| Examinerade | 2019 | 2020 | 2021 |
| ----------- | ---- | ---- | ---- |
| Kvinnor     | 84   | 92   | 93   |
| Män         | 13   | 11   | 15   |

Sveriges officiella statistik uppdateras årligen i november.  

#### Statsbidrag per län
Skolverkets statistik över utbetalda statsbidrag våren 2022 är baserat per län. Det totala beloppet för statsbidraget 2022 har fastställts till 500 miljoner kronor.
| Län:            | Utbetalat belopp VT22 |
| --------------- | --------------------- |
| Blekinge        | 3 553 568 kr          |
| Dalarna         | 6 944 287 kr          |
| Gotland         | 878 086 kr            |
| Gävleborg       | 7 139 593 kr          |
| Halland         | 8 891 748 kr          |
| Jönköping       | 11 148 300 kr         |
| Jämtland        | 2 381 724 kr          |
| Kronobergs      | 3 739 005 kr          |
| Kalmar          | 6 759 569 kr          |
| Norrbotten      | 4 135 660 kr          |
| Skåne           | 35 040 870 kr         |
| Stockholm       | 46 690 515 kr         |
| Södermanland    | 5 651 474 kr          |
| Uppsala         | 8 288 236 kr          |
| Värmland        | 7 511 263 kr          |
| Västerbotten    | 6 241 390 kr          |
| Västernorrland  | 6 980 808 kr          |
| Västmanland     | 5 616 670 kr          |
| Västra Götaland | 35 204 705 kr         |
| Örebro          | 7 000 203 kr          |
| Östergötland    | 10 690 089 kr         |
| Summering:      | 230 487 763 kr        |

### Fackliga Organisationer
I Sverige organiseras lärarassistenter i bland annat Kommunalarbetarförbundet och Syndikalisterna.